# Albertsberg (Auerbach/Vogtl.)
Albertsberg ist eine Häusergruppe auf einer Waldlichtung südlich von Schnarrtanne und gehört seit 1995 als Ortsteil zu Auerbach/Vogtl. im sächsischen Vogtlandkreis. Die Siedlung liegt auf etwa 690 m Höhe bei Bad Reiboldsgrün östlich des Großen Hirschteichs, der vom Zinsbach durchflossen wird.
Die Gebäude unter den Adressen Carolagrüner Straße 7, 8 und 10 der „Heilstätte Albertsberg; später Sächsisches Krankenhaus für Kinder- und Jugendpsychiatrie“ stehen unter Denkmalschutz („regionalgeschichtlicher, wissenschaftlicher und landschaftsprägender Wert“).

## Geschichte
Die Gebäudegruppe entstand zwischen 1896 und 1897 als Teil einer Volksheilstätte für Lungenkranke, hier für Männer (für Frauen in Carolagrün). Mit dem Festakt zur Eröffnung wurde ihr der bis heute erhaltene Name verliehen, der auf den sächsischen König Albert verweist. Die aus Krankenhausgebäuden, einer früheren Kapelle und Wohnhäusern bestehende Ansiedlung war die erste Volksheilstätte in Sachsen. Im Jahre 1899 besaß sie eine Bettenkapazität für 141 Personen. Erweiterungsbauten stammen aus den Jahren 1913 sowie 1927 bis 1928. Während des Zweiten Weltkrieges war die Lungenheilstätte ein Lazarett mit der Bezeichnung „Lazarett Albertsberg“. Von 1945 bis 1965 war die Einrichtung ein Teil der Vereinigten Lungenheilstätten, danach des Fachkrankenhauses für Kinder- und Jugendpsychiatrie Bad Reiboldsgrün.
Die neogotische Kapelle von 1906 entstand nach einem Entwurf von Heinrich Tscharmann und verlor 1937 ihren bisherigen Nutzungszweck. Die Innenraumgestaltung sind Arbeiten von Paul Rößler, die durch die Umnutzung unter Teilverlusten Schaden nahmen. Nach 1945 befand sich im Gebäude eine Gaststätte. Das ehemalige und heute denkmalgeschützte Wohnhaus der Fachbediensteten ist ein Bauwerk der Neorenaissance.

## Öffentlicher Nahverkehr
Der Ort ist mit der vertakteten RufBus-Linie 68 des Verkehrsverbunds Vogtland an Auerbach und Schnarrtanne angebunden.

## Galerie

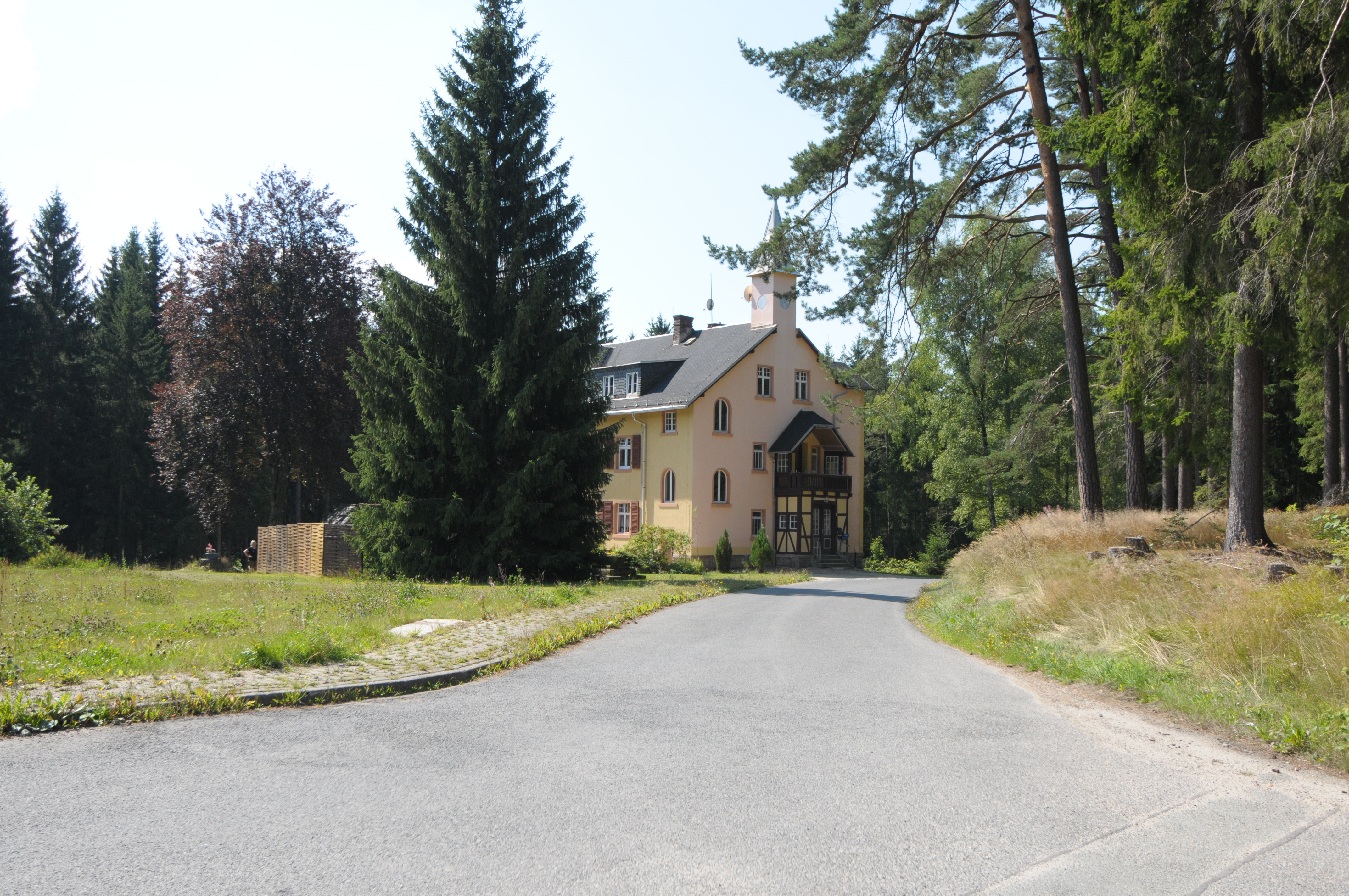
Ehemaliges Funktionsgebäude der Lungenheilanstalt
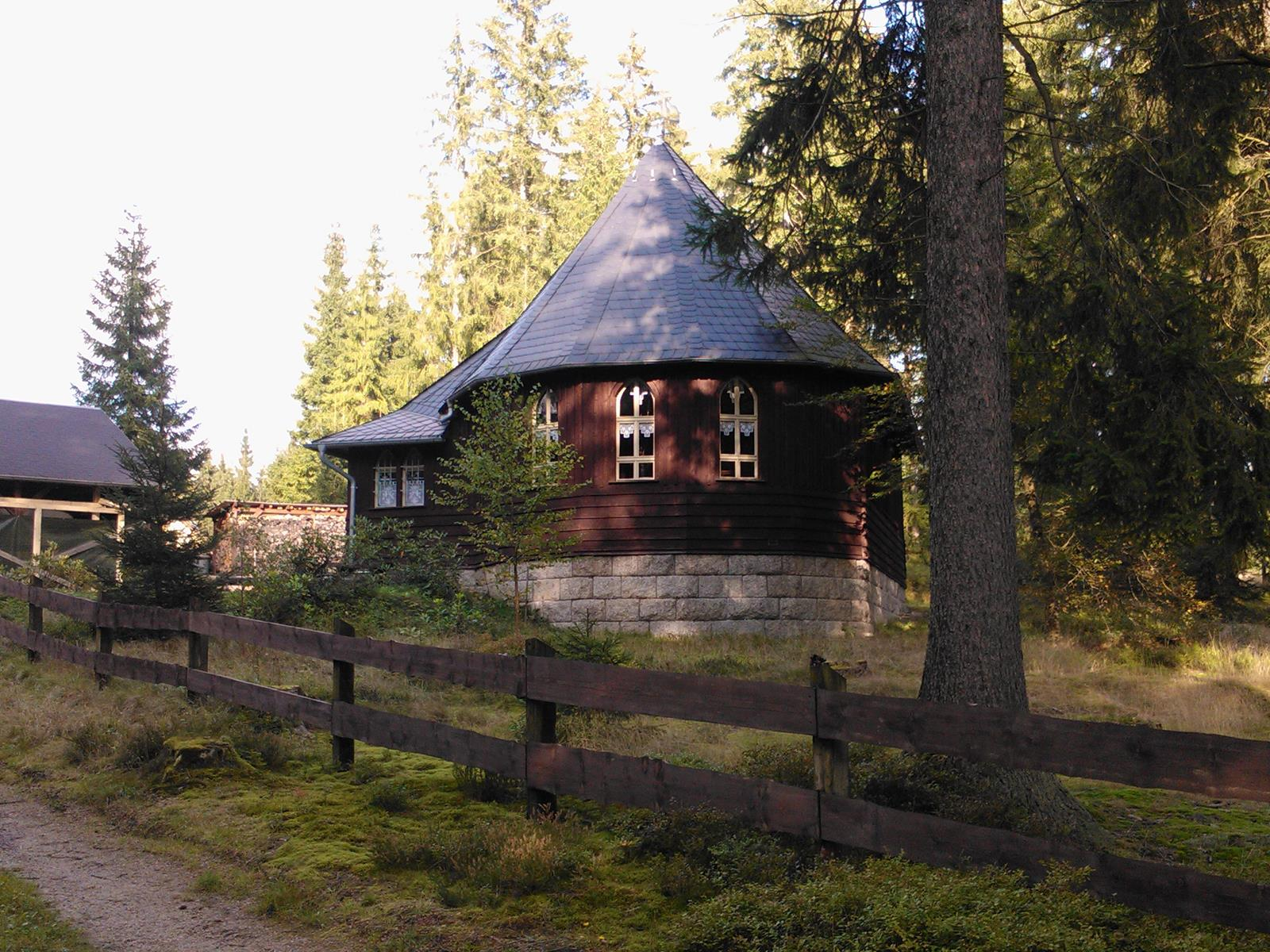
Ehemalige Kapelle der Heilanstalt
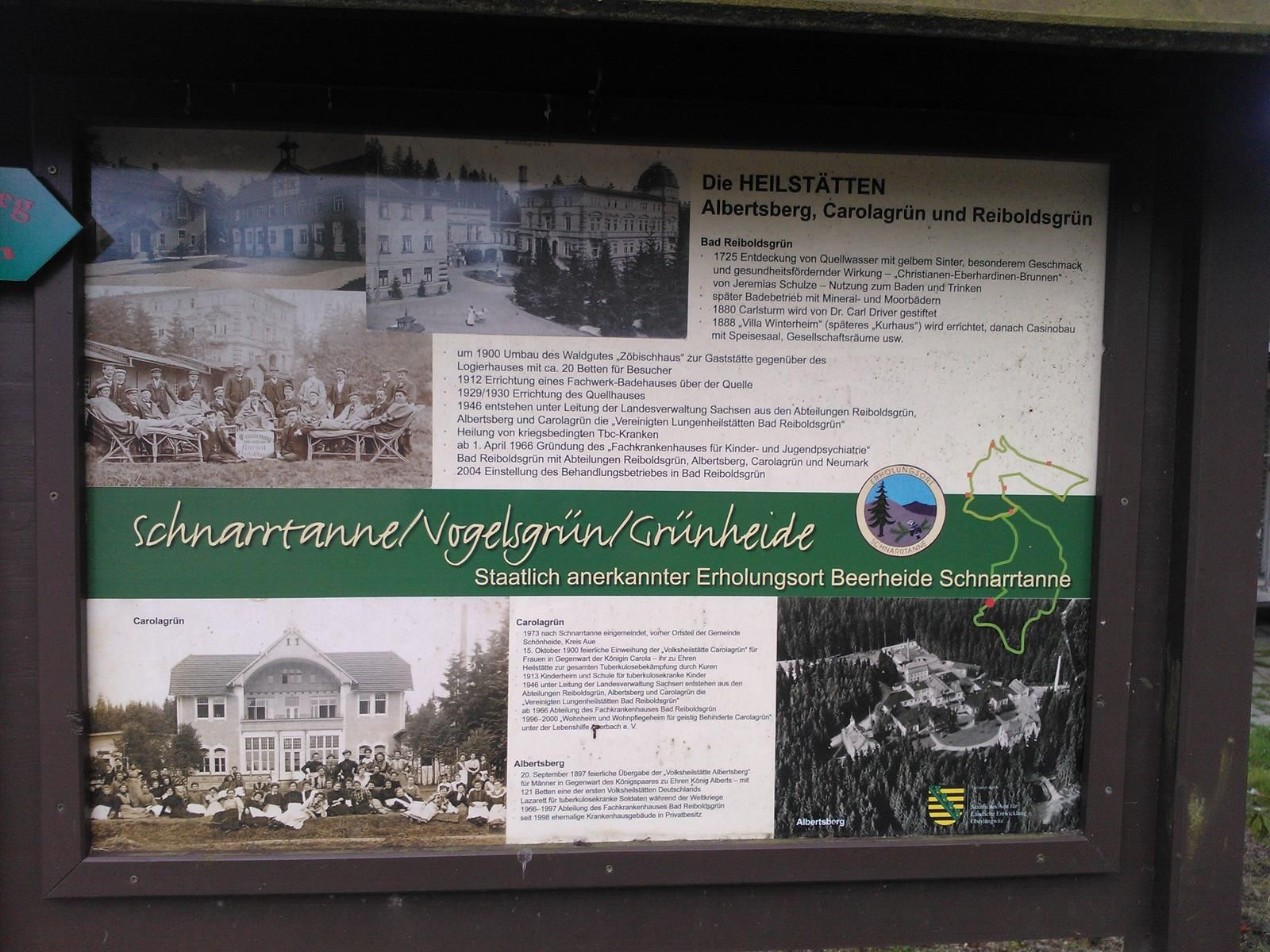
Informationstafel zu den drei Heilstätten